# Irene Schouten
Irene Schouten (n. 21 iunie 1992, Andijk, Olanda de Nord, Țările de Jos) este o sportivă ce a reprezentat Țările de Jos, medaliată olimpică. A participat la 2 ediții ale Jocurilor Olimpice (2018, 2022) în care a câștigat 3 medalii de aur și o medalie de bronz.